# Hartmut Schade
Pour les articles homonymes, voir Schade.
Hartmut Schade est un footballeur et entraîneur est-allemand, né le 13 novembre 1954 à Radeberg, près de Dresde.

## Biographie
En tant que milieu de terrain, il est international est-allemand à 31 reprises (1975-1980) pour 5 buts.
Sa première sélection est honorée à Leipzig, le 12 octobre 1975, contre la France, se soldant par une victoire est-allemande (2-1), dans le cadre des éliminatoires de l'Euro 1976.
Il participe aux Jeux olympiques de 1976. Il ne joue pas contre le Brésil, est remplaçant contre l'Espagne et est titulaire dans les matchs suivants (France, URSS et Pologne). En finale, contre la Pologne, il ouvre la marque à la 7e minute de jeu et reçoit un carton jaune dans le match. Il est médaillé d'or.
Il inscrit deux buts dans les éliminatoires de la Coupe du monde 1978, contre Malte et la Turquie. La RDA ne se qualifie pas pour autant.
En tant que joueur, il joue dans un seul club, le SG Dynamo Dresde. Il remporte trois championnats de RDA et deux coupes de RDA.
Il est aussi l'entraîneur de ce même club entre 1996 et 1998, mais il ne remporte rien.

## Clubs

### En tant que joueur
- 1973-1984 :  SG Dynamo Dresde

### En tant qu'entraîneur
- 1996-1998 :  SG Dynamo Dresde

## Palmarès
- Jeux olympiques
  - Médaille d'or en 1976
- Coupe d'Allemagne de l'Est de football
  - Vainqueur en 1977 et en 1982
  - Finaliste en 1974, en 1975 et en 1978
- Championnat de RDA de football
  - Champion en 1976, en 1977 et en 1978
  - Vice-champion en 1979 et en 1982